# راقصة قطاع عام (مسرحية)
راقصة قطاع عام هي مسرحية مصرية كوميدية أنتجت عام 1985 في مصر.

## قصة المسرحية
تدور أحداث القصة حول كازينو حكومي يتعرض لخسائر مادية بسبب إحجام الجمهور عن حضور فقراته، فيبتكر اثنان من موظفيه فكرة استقطاب راقصة شرقية لتجذب الجمهور، تروق الفكرة للمدير العام ويوافق عليها، ويطلب من الموظفين عرضها على المدير المالي لاعتمادها، وهو معروف بتشدده وصرامته الشديدة، وعلى مضض يوافق بسبب تعرضه لأزمة مادية كبيرة

## مفاجآة سماح أنور و يحيي الفخراني للجماهير في المسرحية
إعتادت الجماهير من الفنانة سماح أنور منذ بدايتها علي أدوار (الفتاة المسترجلة) التي ترتدي البنطلون الجينس مثل الشباب و تلعب الكاراتية و أدوار العنف و لذلك كان دورها في المسرحية مفاجآة للجماهير لأول مرة ترقص و تغني حيث أظهرت أنوثة لم يعتاد عليها الجماهير و الطريف أنها نجحت في دورها بالمسرحية كراقصة علي عكس التوقعات تماما.
و من ناحية أخري مفاجأة يحيي الفخراني للجماهير كانت في المشهد الأخير للمسرحية عندما نزل من خشبة المسرح و جلس إلي جوار الجماهير يعرض عليهم موضوع المسرحية و رأيهم و ماذا يفعلون لو تعرضوا للموقف الذي تعرض له و كان يتحدث للجماهير بتلقائية شديدة و بقفشات تلقائية غير مرتبة و يدل ذلك علي موهبة هذا الفنان الكبير و خفة دمة التلقائية

## تمثيل
- يحيى الفخراني.
- سماح أنور.
- فؤاد خليل.
- محمد فريد.
- محمد الشرقاوي.
- محمد الصاوي.
- عماد رشاد.
- ناهد سمير.
- خليل مرسي.
- رباب.